# Chilgok-gun
Pour la zone de la ville métropolitaine de Daegu appelée « zone de Chilgok », voir Zone de Chilgok.
Chilgok-gun (hangul : 칠곡군 ; hanja : 漆谷郡) est un comté (gun) de la province du Gyeongsang du Nord, en Corée du Sud. Il est situé dans la vallée du Nakdong entre les villes de Daegu et Gumi. Le siège du district se trouve à Waegwan depuis que le bourg de Chilgok (Chilgok-eup), anciennement le canton de Chilgok (Chilgok-myeon) a été rattachée à Daegu en 1981.

## Histoire

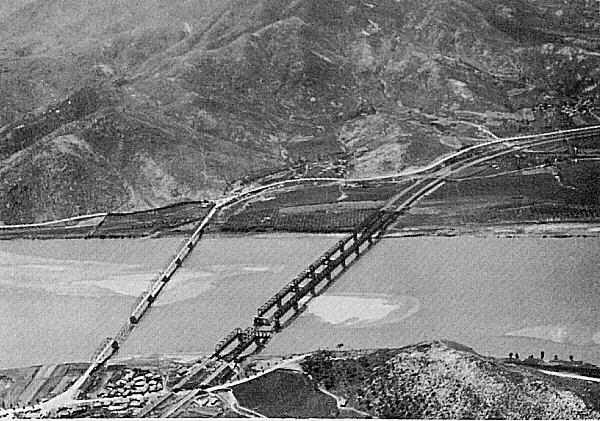
Le pont de Waegwan et l'Apsan (la colline en bas à droite)

Au début de la guerre de Corée, la région autour de Waegwan a été le théâtre de combats intenses ayant pour objectif  de stopper l'avancée des troupes nord-coréennes ; c'est la bataille de Daegu qui a duré du 5 au 20 aout 1950 et qui a permis d'établir le périmètre de Pusan.
Le 3 août, les forces américaines font exploser le pont sur le Nakdong alors que des centaines de réfugiés sont en train de le traverser.
Le 17 aout sur l'Apsan, l'armée nord-coréenne fait exécuter 41 soldats américains prisonniers. Ce crime de guerre est connu sous le nom de massacre de la colline 303.
Depuis cette époque, 3000 soldats américains sont en poste à Camp Caroll, au sud-est de Waegwan.
Le 1er décembre 1980, Chilgok-myeon (canton (myeon) de Chilgok) est élevé au statut de Chilgok-eup (bourg (eup) de Chilgok). 
Le 1er juillet 1981, Chilgok-eup est intégré à Buk-gu (district (gu) de Buk) de la ville métropolitaine de Daegu et devient Chilgok-gu (district (gu) de Chilgok).

## Géographie
La région est riche en collines. Les principaux sommets sont le Geumosan (974 m) le Yeongamsan (792 m) et le Seojinsan sur la rive droite et le Gasan (901 m), le Hwanghaksan, le Sohaksan et le Yuhaksan sur la rive gauche. Au bord du Nakdong, l'altitude passe à 60 m.
Proche de la ville de Daegu, la population du district est en augmentation. Elle était de 79 137 habitants en 1990 et est passée de 119 541 habitants en décembre 2008 à 123 252 en janvier 2013.
En 1978, la commune de Indong a été transférée à Gumi. En 2013, le district est composé de trois cités (eup) et de cinq communes (myeon) :

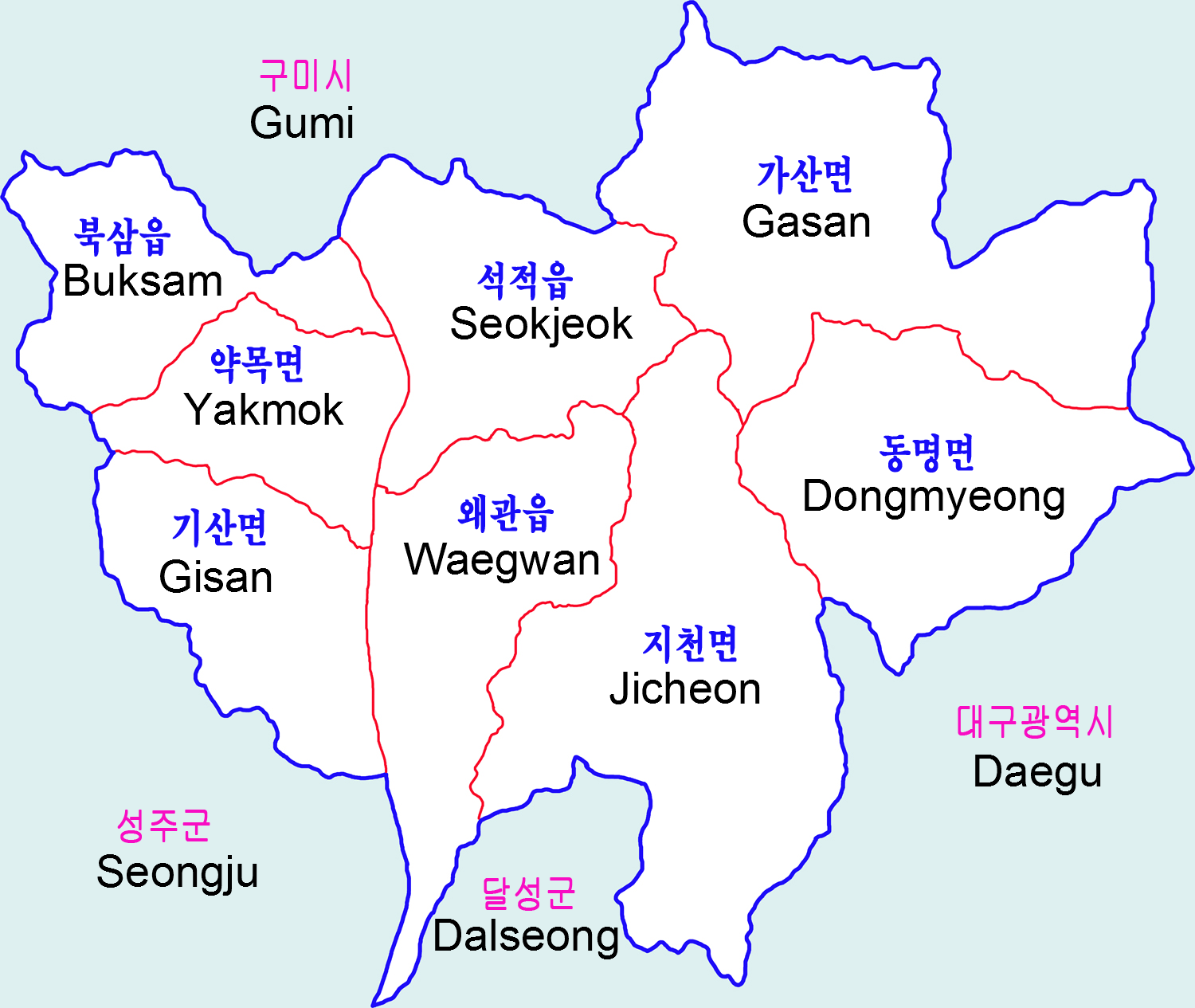
Subdivisions du district de Chilgok

| Subdivisions                | Habitants (01/2013) | Superficie (km2) | Densité (hab/km2) | Statut          |
| --------------------------- | ------------------- | ---------------- | ----------------- | --------------- |
| Waegwan (왜관읍, 倭館邑)    | 33 965              | 54,11            | 628               | eup depuis 1949 |
| Seokjeok (석적읍, 石積邑)   | 30 487              | 49,66            | 614               | eup depuis 2006 |
| Buksam (북삼읍, 北三邑)     | 26 045              | 36,75            | 709               | eup depuis 2003 |
| Yakmok (약목면, 若木面)     | 13 219              | 30,28            | 437               | myeon           |
| Dongmyeong (동명면, 東明面) | 6 189               | 64,03            | 97                | myeon           |
| Jicheon (지천면, 枝川面)    | 5 311               | 88,86            | 60                | myeon           |
| Gasan(가산면, 架山面)       | 4 284               | 86,81            | 49                | myeon           |
| Gisan (기산면, 基山面)      | 3 752               | 40,43            | 92                | myeon           |

## Monuments

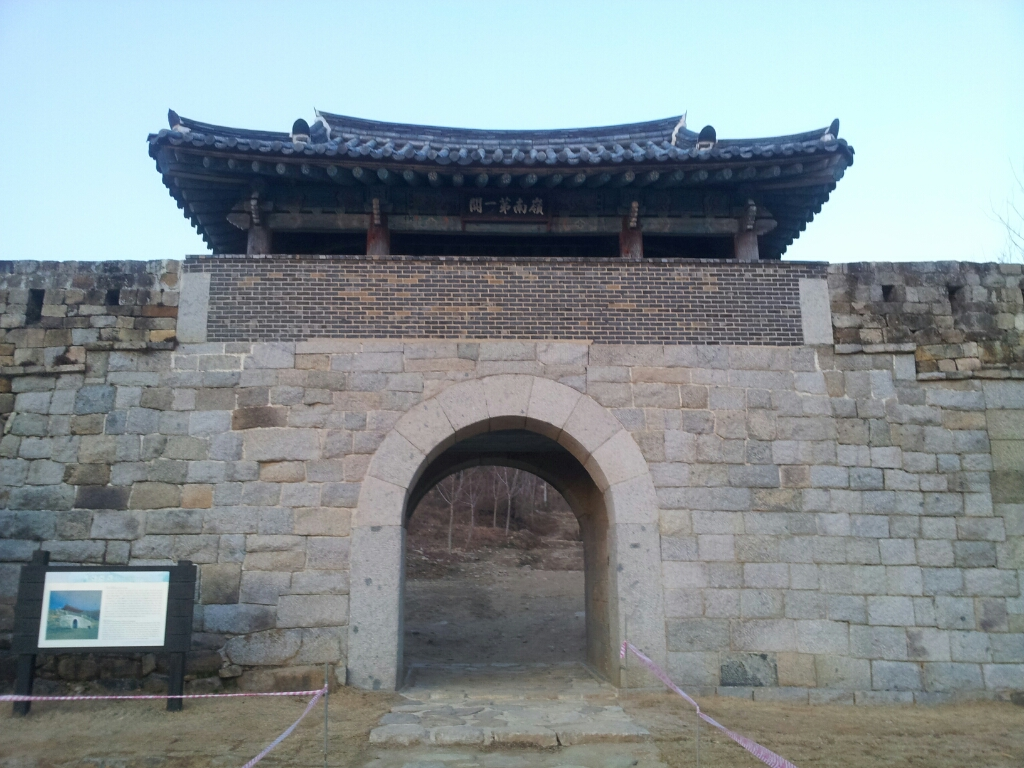
Gasan-sanseong, forteresse de montagne.

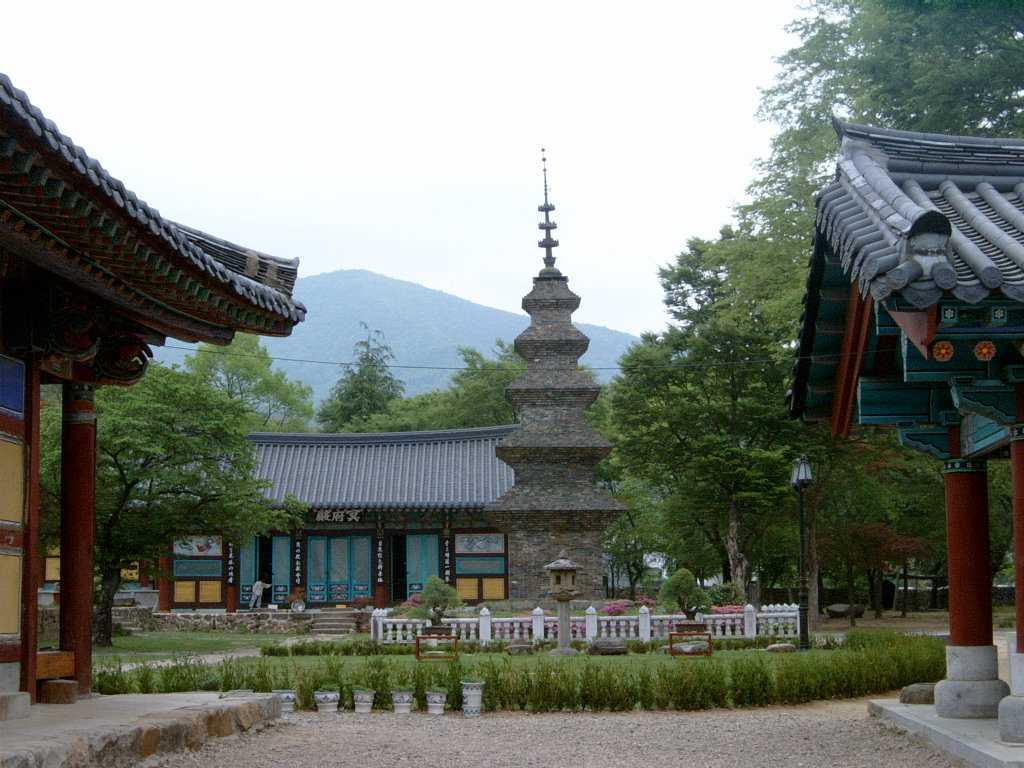
Songnimsa, temple bouddhiste avec la pagode de Silla.

- L'attraction touristique principale est Gasan-sanseong, une forteresse bâtie autour d'une montagne, le Gasan (901 m), à la suite des invasions japonaises (1592) puis mandchoues (1636). Le Gasan offre une vue générale de la ville de Daegu. À son sommet, il y a un grand rocher plat, le Gasanbawi. La forteresse elle-même est constituée de trois murailles. Le mur intérieur, long de 4 km, a été construit en 1640 et en 1648. Il a été complété par un mur extérieur de 3 km en 1701 puis par un mur central (600 m) en 1741[4].
- De nombreux monuments ont été érigés en souvenir de la guerre de Corée. Un musée commémoratif a été ouvert en 1978 à Waegwan ainsi qu'un site consacré à la bataille de Dabu-dong en 1981. Il y a aussi une stèle en l'honneur des policiers morts lors des émeutes d'octobre 1946 et deux monuments pour les victimes du massacre de la colline 303[5].
- Songnimsa est un temple bouddhiste fondé en 544 et reconstruit en 1686[6]. En son centre, la pagode à cinq étages est haute de 16,13 m et daterait de la période de Silla (668-935). Trois statues en bois hautes de 3 mètres représentent des Bouddhas assis : Sakyamuni, le Bodhisattva de la sagesse et Samantabhadra. Il abrite également trois statues en pierre d'Amitabha, de Guanyin, la déesse de la miséricorde et de Ksitigarbha[7].
- La stèle en l'honneur de Euichon, fondateur de l'ordre Chentae en 1132.
- La pagode en pierre à trois niveaux de Giseong-ri datant du Silla unifié.
- Les Bouddhas gravés dans le rocher à Noseok-ri.
- Les huit propriétés provinciales du district :

Le menhir de Sin-dong datant de l'âge de bronze (période Mumun), la forteresse du Geumosan, le sanctuaire du général Shin Ryu, le portrait du grand-maitre Seonui, l'église catholique de Gasil construite en 1920, le Bodhisattva en pierre de Wibongsa et de Songnimsa, les statues en bois des dix rois ainsi que les 34 textes bouddhistes.